# 1993 FK81
1993 FK81 är en asteroid i huvudbältet som upptäcktes den 18 mars 1993 av UESAC vid La Silla-observatoriet.
Den tillhör asteroidgruppen Eos.